# Beers & Blogs
Beers & Blogs es el término que se usa para determinar un encuentro en el mundo real (F2F) de autores y participantes en weblogs. Se trata de reuniones informales que sirven para poder conocer cara a cara a personas con las que comparte la afición por Internet y los blogs.
Suelen convocarse en cafeterías o restaurantes y de ahí beers (cervezas en inglés), que se junta formando un término similar a rock & roll. 
A los encuentros suelen acudir autores, así como también personas que habitualmente comentan en las bitácoras implicadas, o simplemente lectores de algunas de las bitácoras de los autores, sin excluir amistades y relaciones de diferente tipo.

## Tipos de encuentros
Los encuentros beers & blogs pueden producirse en muy distintos grupos. Principalmente se producen entre autores, lectores y comentaristas de una misma zona geográfica, aunque también es habitual que se den cita autores de blogs de una misma temática, o de un grupo de personas que están relacionados con un blog o fenómeno.
En ese último caso muchas veces la cita coincide con la visita de algún personaje con cierto renombre o popularidad, o bien con algún acontecimiento como un congreso o feria.

## Historia
Los encuentros reales en los que se reúnen comunidades virtuales no son un nuevo fenómeno, ni mucho menos exclusivos de la blogosfera, de hecho no son más que otra instancia de un fenómeno como las quedadas.